# Echinocnemus
Echinocnemus är ett släkte av skalbaggar. Echinocnemus ingår i familjen Erirhinidae.

## Dottertaxa tillEchinocnemus, i alfabetisk ordning[1]
- Echinocnemus abyssinicus
- Echinocnemus adustus
- Echinocnemus angolensis
- Echinocnemus angustus
- Echinocnemus armatus
- Echinocnemus bipunctatus
- Echinocnemus bisignatus
- Echinocnemus brevirostris
- Echinocnemus carinirostris
- Echinocnemus confusus
- Echinocnemus congoanus
- Echinocnemus curvirostris
- Echinocnemus denticulatus
- Echinocnemus dorsalis
- Echinocnemus efferus
- Echinocnemus exsul
- Echinocnemus flaveolus
- Echinocnemus globicollis
- Echinocnemus gracilirostris
- Echinocnemus granulipennis
- Echinocnemus hustachei
- Echinocnemus insubidus
- Echinocnemus lineatulus
- Echinocnemus listroderinus
- Echinocnemus margelanicus
- Echinocnemus nereis
- Echinocnemus obscurus
- Echinocnemus orizae
- Echinocnemus pruinosus
- Echinocnemus reitteri
- Echinocnemus remaudierei
- Echinocnemus roelofsi
- Echinocnemus rotundicollis
- Echinocnemus rubricatus
- Echinocnemus sculpturatus
- Echinocnemus senegalensis
- Echinocnemus sieversi
- Echinocnemus sinuatocollis
- Echinocnemus squameus
- Echinocnemus striatulus
- Echinocnemus subaeneus
- Echinocnemus subauratus
- Echinocnemus subaureus
- Echinocnemus subcylindricus
- Echinocnemus syriacus
- Echinocnemus tibialis
- Echinocnemus truncatus
- Echinocnemus tychioides
- Echinocnemus wintreberti
- Echinocnemus volgensis